# Provinz La Mar
Die Provinz La Mar gehört zur Verwaltungsregion Ayacucho in Südzentral-Peru. Sie besitzt eine Fläche von 4392 km². Bei der Volkszählung 2017 wurden in der Provinz 76.453 Einwohner gezählt. Im Jahr 1993 betrug die Einwohnerzahl 70.018, im Jahr 2007 84.177. Verwaltungssitz ist San Miguel.

## Geographische Lage
Die Provinz La Mar liegt im Nordosten der Region Ayacucho. Sie erstreckt sich über die peruanische Zentralkordillere. Die Flüsse Río Piene, Río Apurímac und Río Pampas bilden die Provinzgrenze im Nordwesten, Osten und Süden. Im Westen der Provinz liegt das Flusstal des Río Torobamba, einem linken Nebenfluss des Río Pampas. Dort befindet sich die Provinzhauptstadt.
Die Provinz La Mar grenzt im Westen an die Nachbarprovinzen Huanta und Huamanga. Im Osten, jenseits des Río Apurímac, liegt die Region Cusco, im Süden, jenseits des Río Pampas, die Region Apurímac.

## Verwaltungsgliederung
Die Provinz La Mar besteht aus 11 Distrikten. Der Distrikt San Miguel ist Sitz der Provinzverwaltung.
| Distrikt      | Verwaltungssitz |
| ------------- | --------------- |
| Anco          | Chiquintirca    |
| Anchihuay     | Anchihuay       |
| Ayna          | San Francisco   |
| Chilcas       | Chilcas         |
| Chungui       | Chungui         |
| Luis Carranza | Pampas          |
| Oronccoy      | Oronccoy        |
| Samugari      | Palmapampa      |
| San Miguel    | San Miguel      |
| Santa Rosa    | Santa Rosa      |
| Tambo         | Tambo           |